# Colin ocellé
Cyrtonyx ocellatus
Espèce
Statut de conservation UICN

 VU A2cd : Vulnérable
Le Colin ocellé (Cyrtonyx ocellatus) est une espèce d'oiseau galliforme appartenant à la famille des Odontophoridae.

## Répartition
On le trouve au Salvador, Guatemala, Honduras, Mexique et Nicaragua.

## Habitat
Son habitat est les montagnes humides subtropicales ou tropicales.
Il est menacé par la perte de son habitat.